# 命运呼叫转移
《命运呼叫转移》是中国大陆于2007年上映的电影。由《误会》、《山难》、《山区》、《生之欢歌》四个完全不同的故事组成。每部短片时长30分钟，由五位不同的导演分别执导。

## 《误会》
- 导演：刘仪伟

### 演员
- 刘仪伟　饰　张大头
- 徐　峥　饰　孙大夫
- 杨立新　饰　陈董事长
- 徐　帆　饰　陈太太

### 剧情
张大头、孙大夫、陈董事长三个毫不相干的男人，因为在机场错拿手机，于是各自有了一段离奇的遭遇。

## 《生之欢歌》
- 导演：林锦和

### 演员
- 范冰冰　饰 宁灿、辛然
- 王学兵　饰 岳为
- 车永莉　饰 小黎
- 金　莎　饰 米泓

## 《山区》
- 导演：孙周

### 演员
- 葛　优　饰　老　三
- 闫　妮　饰　王　婶
- 毛俊杰　饰　春　燕
- 孙　周　饰　郭　兴

## 《山难》
- 导演：沈雷、张坚庭

### 演员
- 邱心志　饰　滕少延
- 孔　维　饰　欧阳月
- 吕　行　饰　跃　东
- 姚　晨　饰　马　婷
- 雷恪生　饰　滕　父
- 伊能静　饰　吕博士
- 刘仪伟　饰　张大头
- 白　冰　饰
- 柳翰雅　饰